# Campeonato Asiático de Taekwondo de 2002
El XV Campeonato Asiático de Taekwondo se celebró en Amán (Jordania) en 2002 bajo la organización de la Unión Asiática de Taekwondo.
En total se disputaron en este deporte dieciséis pruebas diferentes, ocho masculinas y ocho femeninas.

## Resultados

### Masculino
| Evento | Oro                           | Plata                        | Bronce                                                    |
| ------ | ----------------------------- | ---------------------------- | --------------------------------------------------------- |
| –54 kg | Sang Pil-Lee Corea del Sur    | Nguyễn Duy Khương Vietnam    | Mohamed Falah Jordania Mohamad Bagheri Motamed Irán       |
| –58 kg | Ko Seok-Hwa Corea del Sur     | Mohamed Yacub Jordania       | Satriyo Rahadhani Indonesia Behzad Jodadad Kanyobeh Irán  |
| –62 kg | Lee Soon-Tae Corea del Sur    | Mohamad Reza Mehdizadeh Irán | Vũ Anh Tuấn Vietnam Kiyoteru Higuchi Japón                |
| –67 kg | Yamil Al-Jufash Jordania      | Sung Yu-Chi China Taipéi     | Carlo Massimino Australia Kim Dong-Eun Corea del Sur      |
| –72 kg | Sin Joon-Sik Corea del Sur    | Hadi Saei Irán               | Nayd Al-Mutawakel Yemen Eyad Al-Saifi Jordania            |
| –78 kg | Yusef Karami Irán             | Mitsushige Arita Japón       | Berty Collinson Australia Donald Geisler Filipinas        |
| –84 kg | Park Cheon-Deok Corea del Sur | Dindo Simpao Filipinas       | Ali Tayik · Irán · Arman Shilmanov · Kazajistán           |
| +84 kg | Lee Seok-Hun Corea del Sur    | Daniel Trenton Australia     | Abdulkader Al-Adhami Catar Jalid Al-Dosari Arabia Saudita |

### Femenino
| Evento | Oro                        | Plata                         | Bronce                                                   |
| ------ | -------------------------- | ----------------------------- | -------------------------------------------------------- |
| –47 kg | Kim Hyo-Min Corea del Sur  | Nguyễn Thị Huyền Diệu Vietnam | Li Huang China Maria Tseriotis Australia                 |
| –51 kg | Jang Eun-Suk Corea del Sur | Juana Wangsa Putri Indonesia  | Daleen Cordero Filipinas Nguyễn Thị Xuân Mai Vietnam     |
| –55 kg | Jung Jae-Eun Corea del Sur | Cosette Basbous Líbano        | Chonnapas Premwaew Tailandia Minako Hatakeyama Japón     |
| –59 kg | Tseng Pei-Hua China Taipéi | Tina Morgan Australia         | Wang Shuo China Lê Thị Nhung Vietnam                     |
| –63 kg | Oh Jung-Ah Corea del Sur   | Su Li-Wen China Taipéi        | Nadin Dawani Jordania Zhang Huijing China                |
| –67 kg | Kim Hye-Mi Corea del Sur   | Veronica Domingo Filipinas    | Zhang Liyue China Lara Shdeifat Jordania                 |
| –72 kg | Chen Zhong China           | Fan Chiao-Wen China Taipéi    | Park Eun-Hee Corea del Sur Margarita Bonifacio Filipinas |
| +72 kg | Kwon Ji-Hee Corea del Sur  | Wang I-Hsien China Taipéi     | Ren Ruihong China Erica Parcio Australia                 |

## Medallero
| Núm. | País           | Oro | Plata | Bronce | Total |
| ---- | -------------- | --- | ----- | ------ | ----- |
| 1    | Corea del Sur  | 12  | 0     | 2      | 14    |
| 2    | China Taipéi   | 1   | 4     | 0      | 5     |
| 3    | Irán           | 1   | 2     | 3      | 6     |
| 4    | Jordania       | 1   | 1     | 4      | 6     |
| 5    | China          | 1   | 0     | 5      | 6     |
| 6    | Australia      | 0   | 2     | 4      | 6     |
| 7    | Filipinas      | 0   | 2     | 3      | 5     |
| 7    | Vietnam        | 0   | 2     | 3      | 5     |
| 9    | Japón          | 0   | 1     | 2      | 3     |
| 10   | Indonesia      | 0   | 1     | 1      | 2     |
| 11   | Líbano         | 0   | 1     | 0      | 1     |
| 12   | Arabia Saudita | 0   | 0     | 1      | 1     |
| 12   | Catar          | 0   | 0     | 1      | 1     |
| 12   | Kazajistán     | 0   | 0     | 1      | 1     |
| 12   | Tailandia      | 0   | 0     | 1      | 1     |
| 12   | Yemen          | 0   | 0     | 1      | 1     |
|      | TOTAL          | 16  | 16    | 32     | 64    |